# Maria Reese

Maria Reese

Maria Reese (* 5. Januar 1889 in Michelbach als Maria Meyer; † 9. Oktober 1958 in Zell (Mosel)) war eine deutsche Schriftstellerin, Journalistin und Reichstagsabgeordnete.

## Leben
Maria Reese stammte aus einer katholischen Lehrerfamilie und besuchte die Volksschule in Hersel und Lutterade und bestand 1912 in Koblenz ihr Lehrexamen. Schulinspekteur Pastor Kaufmann protestierte 1913 gegen ihre Anstellung als Lehrerin in Lüxem, da sie als Frau nicht fähig sei, den Kaplan zu vertreten. Sie arbeitete daraufhin von 1914 bis 1917 in Schladt als Pädagogin. Wegen ihres Einsatzes für französische Kriegsgefangene im Ersten Weltkrieg, verurteilte sie ein Kriegsgericht zu fünf Monaten Gefängnis und verfügte die Entlassung aus dem Schuldienst. Sie zog 1917 nach Trier und trat 1919 der SPD bei. Von 1920 bis Juni 1924 war sie Redakteurin der Trierer Volkswacht und Vorstandsmitglied der Sozialdemokratischen Partei und Referentin für Frauen- und Jugendfragen in Trier. Sie war zudem Mitglied der Internationalen Frauenliga für Frieden und Freiheit (IFFF). 1923 heiratete sie den Tapezierer und damaligen Redakteur Gottlieb Reese, der sozialdemokratischer Abgeordneter im preußischen Landtag gewesen war. Aus der Ehe ging der gemeinsame Sohn Harro Dagobert hervor.
Kurz darauf wurde das Paar von der französischen Besatzungsmacht aus Trier ausgewiesen und zog nach Hannover. Dort trennten sie sich 1928. Ihr Sohn wuchs fortan bei den Großeltern in Lüxem auf. Reese lebte in Hannover als Schriftstellerin. 1928 wurde sie auf der Liste der SPD im Wahlkreis Südhannover-Braunschweig aufgestellt und im Mai 1928 als Abgeordnete in den Reichstag gewählt. Im November 1929 gab sie mit einem „offenem Brief“ in der KPD-Zeitung Die Rote Fahne ihren Übertritt zur KPD bekannt. 1930 und 1932 wurde sie für die KPD in den Reichstag gewählt, dem sie bis März 1933 angehörte. Sie trat aus der katholischen Kirche aus. 1930 bis 1932 war sie Herausgeberin und Redakteurin der KPD-Zeitschrift Die rote Einheitsfront in Berlin.
Am 27. Februar 1933 emigrierte sie nach Schweden. Da sie nach Interventionen der NS-Regierung jedoch kein politisches Asyl in Schweden oder Dänemark erhielt, wurde sie im März 1933 in die Sowjetunion abgeschoben. In Moskau traf sie unter Schwierigkeiten Clara Zetkin, die im Exil lebende Symbolfigur der deutschen Arbeiterbewegung. 
Am 26. Oktober 1933 trat Reese aus der KPD aus. Ende des Jahres wurde sie von Frankreich in das unter Völkerbundmandat stehende Saargebiet abgeschoben, wo sie für einige Monate Mitglied der trotzkistischen IKD war. Nach der Saarabstimmung 1935 kehrte sie nach Deutschland zurück. Sie sympathisierte nun mit dem Nationalsozialismus und nahm in Berlin eine Arbeitstätigkeit für die Antikomintern auf, die vom Reichsministerium für Volksaufklärung und Propaganda unter Joseph Goebbels finanziert wurde. Im Auftrag der Antikomintern verfasste sie 1938 ihr letztes Buch Abrechnung mit Moskau.
1944 bekannte sie sich wieder zum Katholizismus. Ihr 21-jähriger Sohn wurde am 17. Juni 1944 in Folge seiner Desertion von der deutschen Militärjustiz hingerichtet. Am 20. Juli 1944 wurde Reese festgenommen und in Wittlich und Trier kurzzeitig inhaftiert. Nach dem Ende des Zweiten Weltkrieges siedelte sie am 10. Juli 1945 aus Angst vor französischen Kommunisten nach Oldenburg über, wo sie sich um eine Anstellung als Lehrerin bewarb. Bei einem Besuch in Lüxem nach dem Tode ihrer Mutter wurde sie vom französischen Geheimdienst verhaftet und für zwei Monate zur Entnazifizierung ins Internierungslager in Diez gebracht. Anschließend war sie in der Festung Landau inhaftiert. Nach ihrer Haftentlassung arbeitete sie als Lehrerin in einer Volksschule in Wilhelmshaven.
In der Bundesrepublik Deutschland war Reese weder auf Länder- noch auf Bundesebene politisch aktiv.

## Publikationen
- Das wahre Gesicht der SPD : ein Wort an die SPD-Arbeiter. Internationaler Arbeiter-Verlag, 1930
- Sozialdemokrat ... entscheide dich! Internationaler Arbeiter-Verlag, Berlin 1931
- An der Front des Roten Aufbaus. Westdeutsche Buchdruckerwerkstätten, Düsseldorf 1932
- Abrechnung mit Moskau. Nibelungen-Verlag, Berlin/Leipzig 1938